# San Juan de Gaztelugatxe
San Juan de Gaztelugatxe (Gaztelugatxe – bask. niedostępny zamek) – skalista wyspa w Zatoce Biskajskiej, w pobliżu miejscowości Bermeo w Kraju Basków, 30 km od Bilbao, znana z kamiennego mostu łączącego ją z lądem i 230 lub 237 schodów prowadzących do zbudowanej prawdopodobnie przez templariuszy kaplicy pw. Jana Chrzciciela z IX lub X w. (Emita de San Juan). W 1593 kaplica została splądrowana przez Francisa Drake’a, wielokrotnie ulegała pożarom i doszczętnie spłonęła 10 listopada 1978 roku, potem odnowiona.
Wyspa jest obszarem przyrody chronionej Biotopo Protegido de Gaztelugatxe.
Plan zdjęciowy serialu Gra o tron, na wyspie umiejscowiono twierdzę Smocza Skała.